# Amusium
Amusium là một chi sò nước mặn trong họ Pectinidae thuộc lớp hai mảnh vỏ. Trong chi này chỉ có 01 loài là còn tồn tại, các loài còn lại đã tuyệt chủng.

## Các loài
- Amusium pleuronectes Linnaeus 1758[1] Là loài duy nhất trong chi còn tồn tại.
- †Amusium aguaclarensis Hodson 1927
- †Amusium balloti Bernardi 1861
- †Amusium bocasense Olsson 1922
- †Amusium cristatum (Bronn, 1827)
- †Amusium darwinianum d'Orbigny 1846
- †Amusium filosum Hauer 1857
- †Amusium hulshofi Martin 1883
- †Amusium lucens Tate 1886
- †Amusium mimyum Woodring 1982
- †Amusium mortoni Ravenel 1844
- †Amusium orientale Dey 1961
- †Amusium papyraceum Gabb 1873
- †Amusium paris del Rio 1992
- †Amusium sol Brown and Pilsbry 1913
- †Amusium toulae Brown and Pilsbry 1911
- †Amussium alazanum Cooke 1928
- †Amussium destefanii Ugolini 1903
- †Amussium lompocensis Arnold 1907
- †Amussium subcorneum d'Archaic and Haime 1854